# 福島県道265号烏崎江垂線
福島県道265号烏崎江垂線（ふくしまけんどう265ごう からすざきえたりせん）は、福島県南相馬市鹿島区を通る一般県道である。

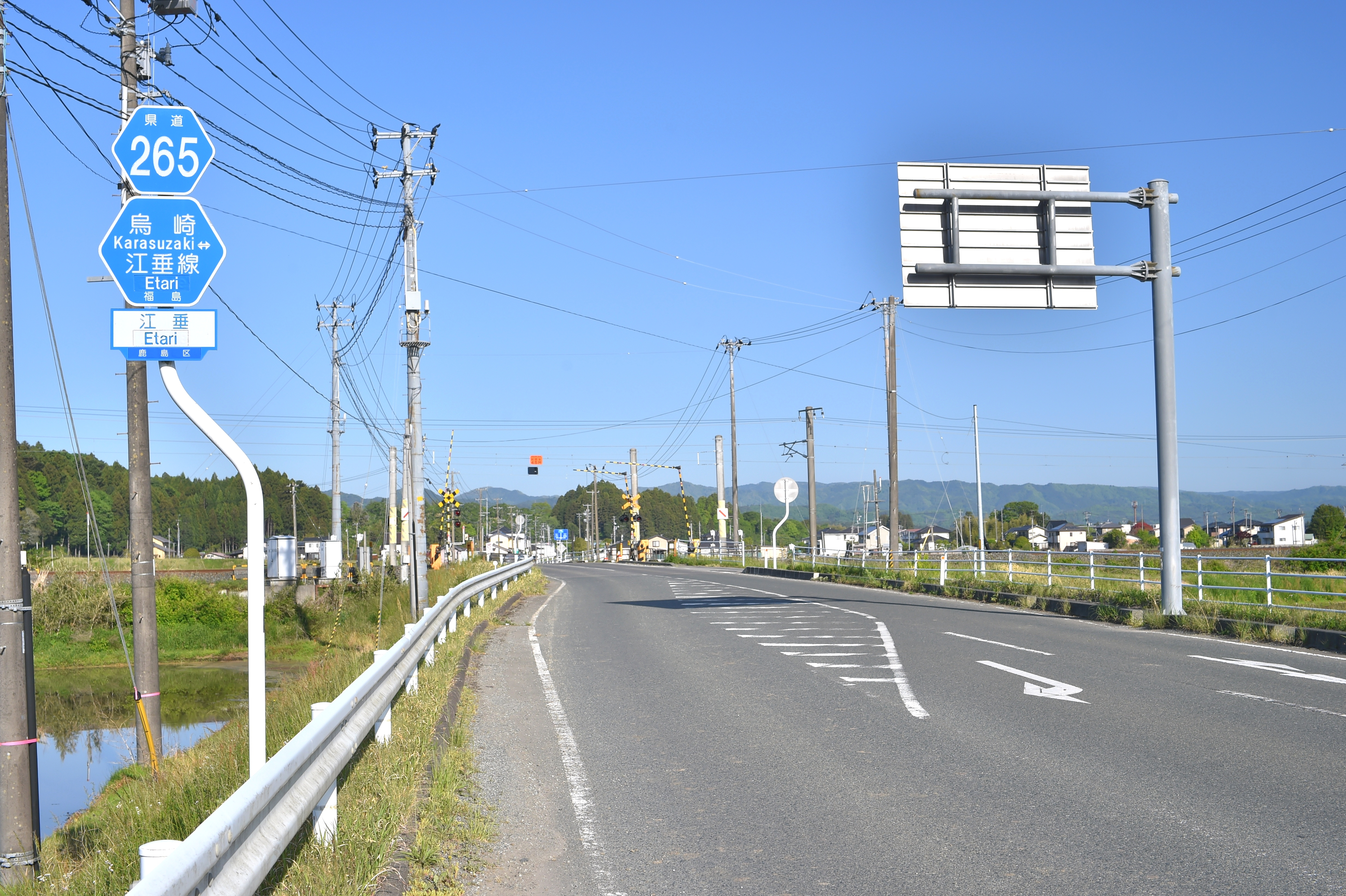
福島県道265号烏崎江垂線
南相馬市鹿島区江垂（2024年5月）

## 路線概要
- 起点：南相馬市鹿島区烏崎字塚田
- 終点：南相馬市鹿島区大字江垂字榎町
- 総延長：3.472km[1]
  - 実延長：3.402km
- 路線認定年月日：1959年8月31日[2]

### 道路施設
安の子橋
- 全長：20.5m
- 幅員：11.0m
- 竣工：1996年[3]

鹿島区大内から鹿島区小島田字堂沼に跨り、二級水系真野川水系潤谷川を渡る。橋上は上下対向2車線で供用され、上り線側（北側）に歩道が設置されている。

## 通過する自治体
- 南相馬市

## 接続・交差する道路
- 福島県道74号原町海老相馬線（鹿島区烏崎字塚田 起点）
- 国道6号（鹿島区江垂字柚原（柚原交差点））
- 福島県道120号浪江鹿島線（鹿島区江垂字榎町 終点）